# AK-103
L'AK-103 è un fucile d'assalto prodotto dalla Ižmaš. È una versione modificata dell'AK-74M per l'utilizzo di cartucce da 7,62 × 39 mm.

## Storia
Prodotto a partire dal 1994, venne preceduto dall'AK-101 e dall'AK-102, che utilizzavano un munizionamento 5,56 × 45 mm NATO, viene utilizzato soprattutto dagli specnaz delle forze armate della Federazione Russa, esso è stato esportato anche in altre nazioni come il Venezuela, che nel 2006 ha effettuato un ordine di 100.000 esemplari.
Durante l'assedio della Lal Masjid ad Islamabad nel 2007, lo Special Services Group del Pak Fauj fece uso in battaglia di questo fucile.

## Caratteristiche tecniche
Ha un calcio pieghevole in plastica dura, supporto per il montaggio di rotaie e accessori, prese anteriore e posteriore di plastica, impugnatura a pistola, e supporta diverse ottiche, vari tipi di mirino telescopico e visori notturni.
Incorpora gli sviluppi raggiunti dai suoi predecessori AKM e AK-101 soprattutto per quanto riguarda la sostituzione delle parti metalliche ed in legno con parti di plastica dura per alleggerirne quanto più possibile il peso. Questo fucile può anche essere dotato di un lanciagranate GP-25 o GP-30.

## Modelli e varianti
Oltre alla versione principale per uso militare - dotata di selettore di fuoco - ne sono realizzati diversi modelli e varianti:
- AK-103-1 - versione con fuoco semiautomatico;
- AK-103-2 versione dotata di con fuoco semiautomatico e capace di sparare raffiche a tre colpi;
- AK-103N2- versione con supporto al mirino notturno 1PN58;
- AK-103N3 versione con supporto al mirino notturno 1PN58;
- AK-104 - versione carabina del modello principale
- AK-103M - versione più moderna dell'AK 47;
- Vietnam - conosciuta anche come STL-1B e prodotta dalla Z111 Factory, immessa sul mercato nel 2018 dopo la presentazione all'Indo Defence Expo & Forum

## Nella cultura di massa
- In ambito videoludico, l'arma è presente nei videogiochi The Punisher (dove viene denominato 7.62 mm Assault Rifle)[1] ,Urban Terror, in CRSED F.O.A.D. (denominato AK103), inoltre compare anche in Far Cry 4 dove viene chiamato erroneamente AK 47 (in quanto presenta il freno di bocca dell'AK 74).